# GDDR3

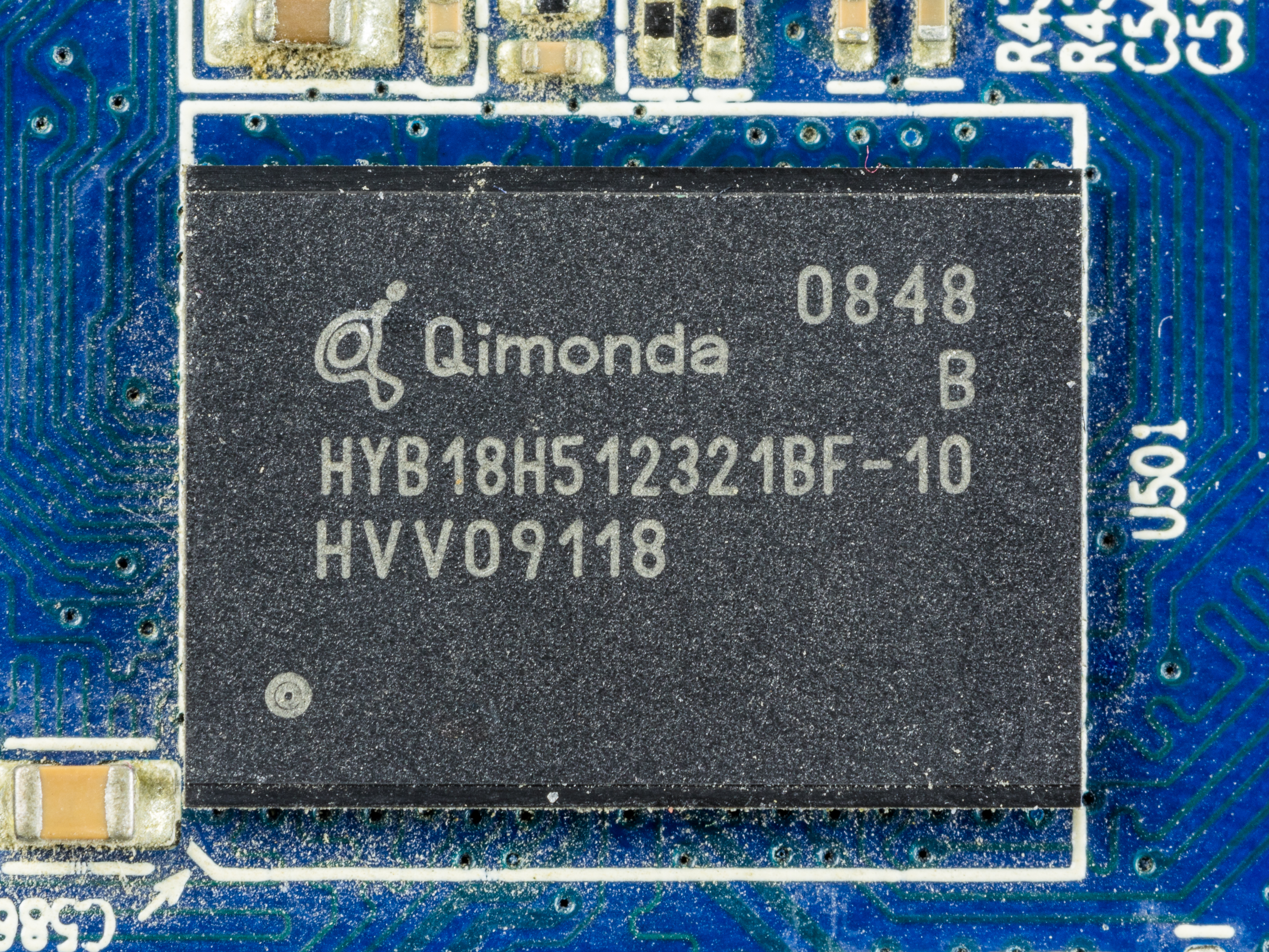
Qimonda 512-Mbit GDDR3

GDDR3 (Graphics Double Data Rate 3) は、ATI Technologiesによって開発された、ビデオカード用のメモリー技術である。
技術的にはDDR2 SDRAMと類似しているが、高速なメモリーチップを搭載し、冷却装置を単純にするため、電力と放熱の条件は緩和された。DDR2と異なり、GDDR3はJEDECのDDR3 SDRAM仕様とは無関係である。このメモリは、グラフィックの要求を確実に扱うために、内部にターミネータを備える。また、帯域幅を広げるために、GDDR3メモリーはクロック信号1周期につき2ビットを転送する。
GDDR3はATIにより開発されたが、最初に採用した製品はNVIDIAのGeForce 5700 Ultraであり、2番目に採用した製品はNVIDIAのGeForce 6800 Ultraであった。これは、消費電力を前世代のGeForce 5950 Ultraと同程度に抑えるためである。ATIはRADEON X 800からGDDR3を採用した。以降、この2大陣営の多くの製品で用いられた。その後、後継規格のGDDR4へ移行。2009年現在はAMD（ATI）より新規格GDDR5が発表され、搭載製品が発売されている。

## ゲーム機での採用例
以下はビデオカード以外での使用例である。
- ソニー・コンピュータエンタテインメントのPlayStation 3 - グラフィック用メモリに使われている。メインメモリーはXDR DRAMである。
- マイクロソフトのXbox 360 - 用途をグラフィックに限定せず、システムメモリーとして512メガバイト搭載している。
- 任天堂のWii - 主記憶装置にGDDR3チップを1つ搭載している。